# Герман Мец
Герман Мец (нім. Hermann Metz; 9 червня 1878, Кассель — 25 травня 1959, Берлін) — німецький офіцер, генерал піхоти вермахту. Кавалер Німецького хреста в золоті.

## Біографія
Син дійсного таємного вищого урядового радника Германа Меца, президента Вищого регіонального культурного суду Берліна. 8 березня 1897 року вступив у Прусську армію. Учасник Першої світової війни. Після демобілізації армії залишений в рейхсвері. 1 квітня 1931 року вийшов у відставку. 1 квітня 1939 року переданий в розпорядження ОКГ. З 26 серпня 1939 року — командир 12-го прикордонного командування. З 23 жовтня 1939 року — командир 34-го командування особливого призначення. 25 грудня 1941 року відправлений в резерв фюрера. 31 січня 1943 року звільнений у відставку.

## Звання
- Фанен-юнкер (8 березня 1897)
- Фенріх (27 січня 1898)
- Лейтенант (8 жовтня 1898)
- Оберлейтенант (4 серпня 1909)
- Гауптман (1 жовтня 1913)
- Майор (20 березня 1918)
- Оберстлейтенант (1 квітня 1923) — патент від 15 листопада 1922 року.
- Оберст (1 травня 1927)
- Генерал-майор (1 лютого 1931)
- Генерал-лейтенант до розпорядження (1 березня 1940)
- Генерал піхоти (1 грудня 1940)

## Нагороди
- Столітня медаль
- Хрест «За вислугу років» (Пруссія)
- Залізний хрест 2-го і 1-го класу
- Королівський орден дому Гогенцоллернів, лицарський хрест з мечами
- Почесний хрест ветерана війни з мечами
- Застібка до Залізного хреста 2-го і 1-го класу
- Німецький хрест в золоті (11 січня 1942)